# Собино (Коми)
Собино (коми Сӧбин) — поселок в Корткеросском районе республики Коми в составе сельского поселения Позтыкерес.

## География
Расположен на левобережье реки Локчим примерно в 20 км по прямой на юг от районного центра села Корткерос.

## История
Официальная дата основания 1940 год.

## Инфраструктура
База отдыха «Собино».

## Население
Постоянное население  составляло 151 человек (русские 53%) в 2002 году, 116 в 2010 .